# کرف (جاجرم)
کرف (جاجرم)، روستایی از توابع بخش جلگه سنخواست شهرستان جاجرم در استان خراسان شمالی ایران است.

## جمعیت
این روستا در دهستان دربند قرار دارد و براساس سرشماری مرکز آمار ایران در سال ۱۳۸۵، جمعیت آن ۶۹۶ نفر (۲۰۲خانوار) بوده‌است.

## مردم
مردم روستای کرف از تات‌های خراسان هستند و به زبان تاتی سخن می‌رانند.

## آثار تاریخی
- قلعه کرف